# کسری و نوش‌زاد
کسری و نوش‌زاد داستانی پهلوانی–رزمی–تراژیک ۲۲۵ بیتی در شاهنامه است. خسرو انوشیروان همسری بس زیبا و دلپذیر داشت که مسیحی بود و پسری برای او آورد که نامش را نوش‌زاد نهادند. نوش‌زاد جوانی بلندقامت و هنرمند و شایستهٔ پادشاهی گردید اما چون دین مادر را پذیرفت کسری افسرده و دلسرد شد و او را به‌رغم لیاقتش برای پادشاهی، در کاخش در جندی شاپور زندانی کرد. چندی بعد که خسرو انوشیروان به روم رفت، در اردن بیمار شد و خبر رسید که همانجا مرده‌است. نوش‌زاد از این خبر شادمان گشت و در کاخ را گشود و سی هزار سپاهی گرد آورد و به مقابلهٔ رام برزین فرمانروای مداین رفت اما در این نبرد مجروع گردید و پس از ابراز پشیمانی از کردهٔ خویش جان سپرد.

## منبع
- شریفی، محمد (۱۳۸۷).  محمدرضا جعفری، ویراستار. فرهنگ ادبیات فارسی. تهران: فرهنگ نشر نو و انتشارات معین. شابک ۹۷۸-۹۶۴-۷۴۴۳-۴۱-۸.